# Verlorene Siege

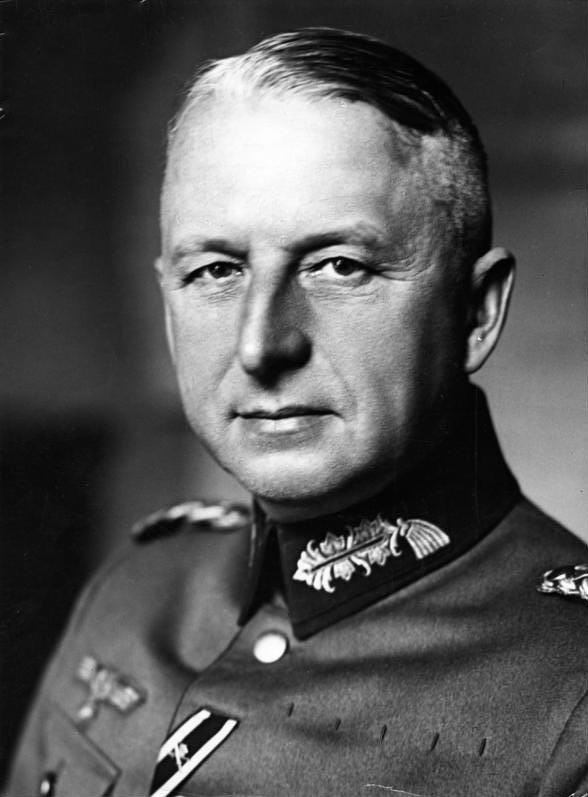
Erich von Manstein

Verlorene Siege (pol. Stracone zwycięstwa) – książka niemieckiego feldmarszałka i zbrodniarza wojennego Ericha von Mansteina, opublikowana w 1955 roku. W 1958 ukazał się przekład na język angielski. Przekład na język polski ukazał się w 2001 roku.
W książce Manstein zawarł swoje własne doświadczenia i przemyślenia związane z II wojną światową. Opisany został okres, w którym był on czynnie zaangażowany w działania wojenne – od napaści Niemiec na Polskę we wrześniu 1939 do marca 1944, kiedy to został odwołany z pełnionych funkcji przez Hitlera i odkąd przyglądał się biernie losom wojny ze swej prywatnej posiadłości.
Autor stawia tezę, że Niemcy wygrałyby wojnę na froncie wschodnim, gdyby Adolf Hitler nie był głównodowodzącym i pozwolił generałom na podejmowanie decyzji. Podkreśla bohaterstwo niemieckiego żołnierza, jego odwagę oraz zdolność do wielkich poświęceń, z drugiej zaś strony akcentuje okrucieństwo Rosjan. Mówiąc o Hitlerze, często posługuje się terminem „dyktator”.

## Sytuacja przed wojną
Pierwszy rozdział krótko kreśli obraz przedednia wojny oraz opisuje, jakie wrażenie zrobiły na nim, niemieckim generale, „pokojowe” podboje Hitlera – remilitaryzacja Nadrenii, Anschluss Austrii, zajęcie Sudetów, a następnie całej Czechosłowacji. Sukcesy te wywarły niemałe wrażenie na sztabie generalskim i sprawiły, że uwierzono w geniusz Hitlera, a przede wszystkim w to, że Hitler nigdy nie wciągnie Niemiec w wojnę na dwa fronty, do czego doszło podczas I wojny światowej.

## Kampanie w Polsce i Francji
Manstein swój udział w wojnie rozpoczął pod rozkazami marszałka Gerda von Rundstedta podczas inwazji na Polskę. Runstedta opisuje jako utalentowanego dowódcę i żołnierza, przedstawiciela starej gwardii, którego Hitler nigdy nie rozumiał. Opisując inwazję na Polskę, podkreśla olbrzymią niemiecką przewagę – Polska miała tylko dwie dywizje pancerne – oraz fakt, że była ona zdolna jedynie do krótkiego stawiania oporu. Zarzuca polskiej generalicji brak wypracowanej doktryny militarnej, co tłumaczy tym, że Polska zbyt krótko istniała jako niepodległe państwo i z tego powodu nie miała ciągłej tradycji wojskowej. Ocenia, że polski temperament predysponuje Polaków do ofensywy i krytykuje fakt, że świeżo utworzona polska armia przyjęła francuską doktrynę, bazującą na defensywie.
Manstein przygotował plan inwazji na Francję przez Ardeny (niem. Fall Gelb). Plan ten został odrzucony przez niemieckie naczelne dowództwo (OKW), ale Manstein umiał przekonać do niego Hitlera, który przyjął go entuzjastycznie jako swój własny. Zdaniem Mansteina operacja ta okazała się jednym z najbardziej błyskotliwych zwycięstw w historii niemieckiego oręża. Podczas kampanii francuskiej dowodził XXXVIII Korpusem Armijnym i był zaangażowany w drugiej fazie operacji.

## Operacja Lew Morski
Po upadku Francji Hitler miał nadzieję, że Wielka Brytania będzie dążyła do zawarcia pokoju, gdy jednak to się nie stało, rozpoczął przygotowania do inwazji przez kanał La Manche.
Zdaniem Mansteina brytyjska polityka zawsze dążyła do utrzymania równowagi pomiędzy mocarstwami na kontynencie europejskim i jej przywrócenie było głównym powodem, dla którego Brytyjczycy nie chcieli zawierać pokoju z Niemcami. Niemcy, z ich punktu widzenia, stali się zbyt wielką potęgą, czego nie mogli zaakceptować. Manstein zarzuca Brytyjczykom krótkowzroczność oraz niezrozumienie faktu, że przywrócenie starego porządku nie było już możliwe, a wszelkie próby jego przywrócenia mogą jedynie doprowadzić do umocnienia Związku Radzieckiego. Dodatkowym powodem było to, że Churchill miał za bardzo wojownicze usposobienie.
W bitwie o Anglię Luftwaffe walczyła w niekorzystnych dla siebie warunkach, a jej przewaga nad RAF-em była zbyt mała, aby to zrównoważyć. Operacja Lew Morski (plan inwazji Niemiec na Wielką Brytanię) nie mogła się rozpocząć później niż 24 września, ale do tego czasu Luftwaffe nie zdołała uzyskać przewagi. Hitler w końcu odstąpił od zamiaru inwazji, obawiając się, że porażka może zaszkodzić jego wizerunkowi na świecie, jak i w samych Niemczech. W końcu września XXXVIII Korpus wrócił do normalnych zajęć szkoleniowych. W lutym 1941 Manstein przejął dowodzenie nad LVI Korpusem Pancernym.

## Front wschodni
Podczas inwazji na ZSRR korpus Mansteina dokonał jednego z największych i najgłębszych pancernych rajdów w głąb terytorium przeciwnika. W ciągu czterech dni dotarł z Prus Wschodnich do rzeki Dźwiny, tj. przebył ponad 300 km.
26 lipca sugerował użycie dywizji pancernych do natarcia przeciwko Moskwie, zamiast użycia ich w natarciu na Leningrad. Uważał bowiem, że zalesione tereny w północno-zachodniej Rosji powinny być zdobywane przez piechotę, a nie przez czołgi, które należało wprowadzić do akcji później. Hitler początkowo zgodził się z propozycją Mansteina, jednak nie została ona wprowadzona w życie.
Manstein był bliski zdobycia Leningradu, lecz został wysłany na Krym, gdzie w lipcu 1942 roku, dowodząc 11 Armią, zdobył Sewastopol.
W listopadzie 1942 roku stanął na czele Grupy Armii Don. W grudniu bezskutecznie próbował odblokować 6 Armię gen. Paulusa, zamkniętą w otoczonym Stalingradzie (operacja Wintergewitter). Sugerował Paulusowi, aby podjął on próbę przebicia się, ale ten do końca słuchał rozkazów Hitlera, który nakazał 6 Armii pozostanie w mieście, skazując ją tym samym na zagładę. W lutym 1943 roku Manstein odbił Charków – była to jedna z najbardziej błyskotliwych kontrofensyw II wojny światowej.
W lipcu 1943 roku dowodził niemieckimi armiami atakującymi na południowym odcinku łuku kurskiego (operacja Cytadela). Jego zdaniem ofensywa została rozpoczęta za późno, sama zaś bitwa została zakończona z rozkazu Hitlera za wcześnie.
Od tej chwili, bitwy, w których uczestniczył, miały charakter defensywny. Sugerował najpierw ufortyfikowanie linii rzeki Dniepr, a rok później Dniestru. Dniepr został ufortyfikowany wbrew woli Hitlera. W marcu 1944 roku, gdy zaproponował Hitlerowi wycofanie za linię rzeki Dniestr, natychmiast został zdymisjonowany.

## Recenzje
Natychmiast po publikacji książki ukazała się jej recenzja w tygodniku „Die Zeit”. Ocena była przychylna, choć wskazano, że autor nigdzie, poza tytułem, nie wyraża żalu z powodu przeszłości Niemiec; autorka recenzji postawiła też zasadnicze pytanie: "Co oznaczałoby dla świata oraz dla Niemiec, co oznaczałoby dla chrześcijanina, jakim był Manstein, gdyby te zwycięstwa nie zostały zaprzepaszczone?".
Zdaniem Martina Blumensona (1981), Verlorene Siege jest najlepszą książką uczestnika II wojny światowej, jaka powstała w Niemczech, i jest niezbędna dla zrozumienia warunków jak i okoliczności wojny Hitlera.
W 1999 roku książkę przetłumaczono na język rosyjski. W przedmowie napisano:

Globalna analiza, subtelna wizja «momentów prawdy» podczas bitew, spójny opis optymalnych planów i nieoptymalnego działania – to wszystko czyni z książki E. Mansteina podręcznik strategii.